# Sedum caespitosum
Sedum caespitosum är en fetbladsväxtart som först beskrevs av Antonio José Cavanilles, och fick sitt nu gällande namn av Dc.. Sedum caespitosum ingår i Fetknoppssläktet som ingår i familjen fetbladsväxter. Inga underarter finns listade i Catalogue of Life.

## Bildgalleri

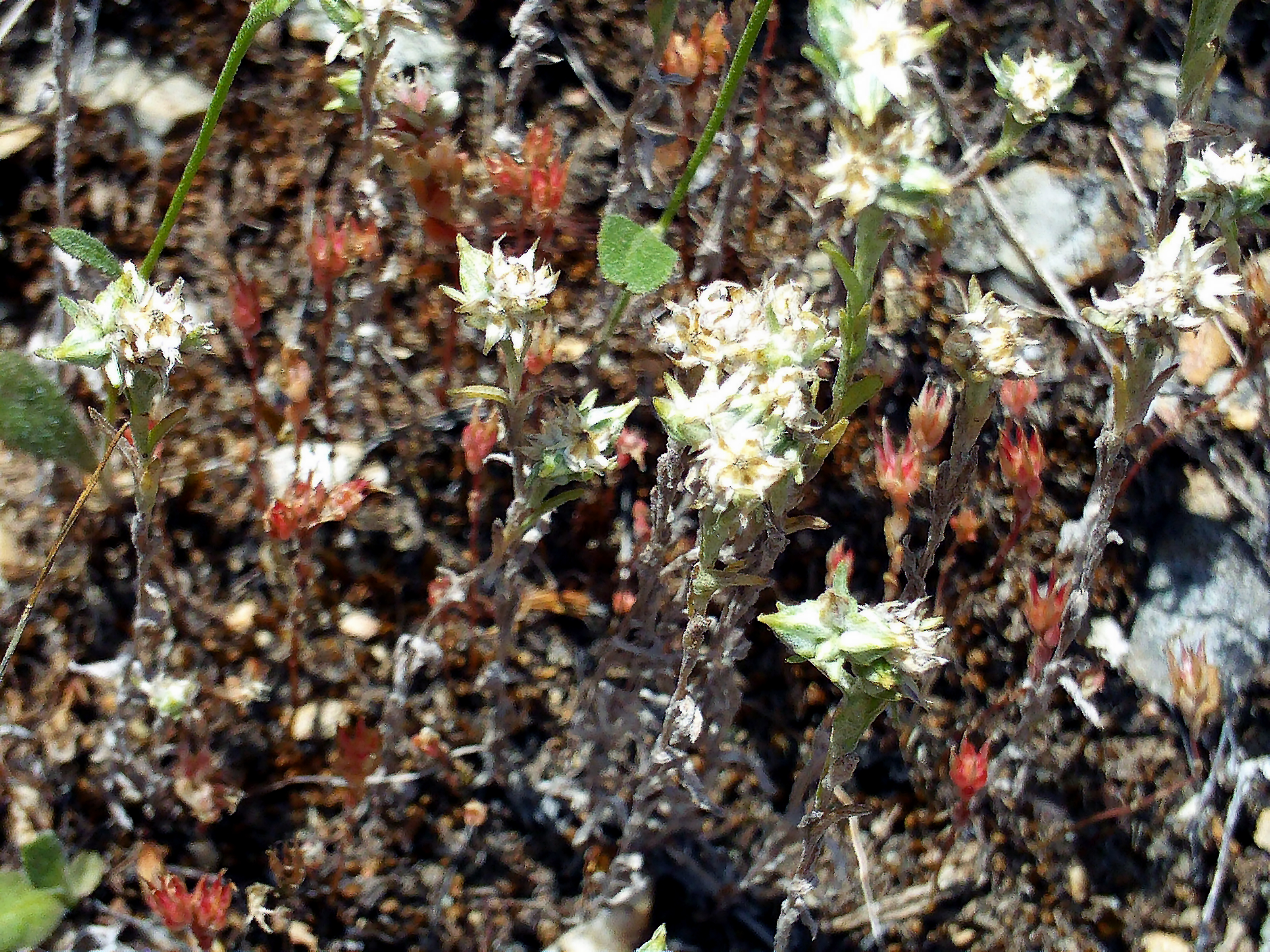
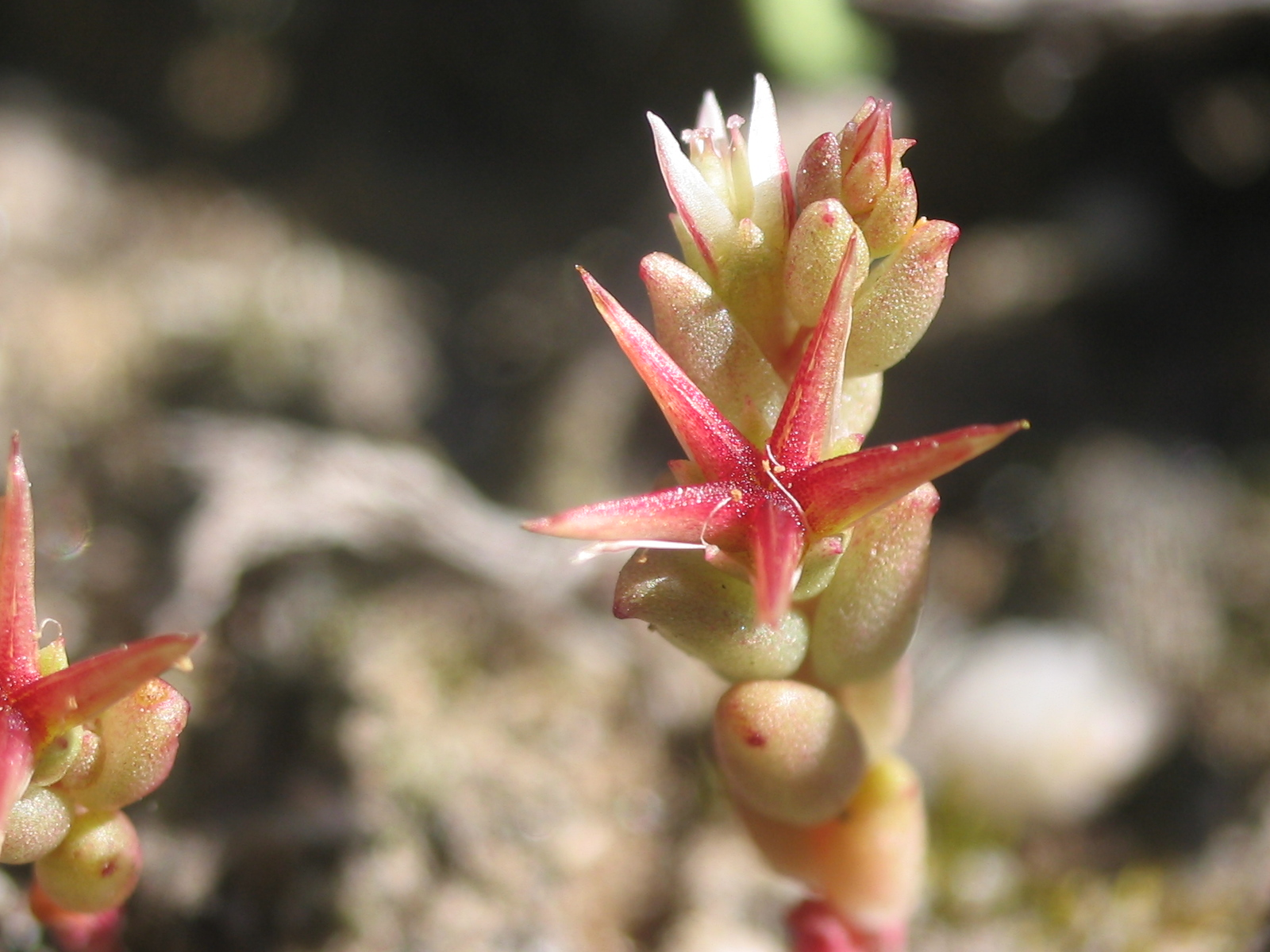
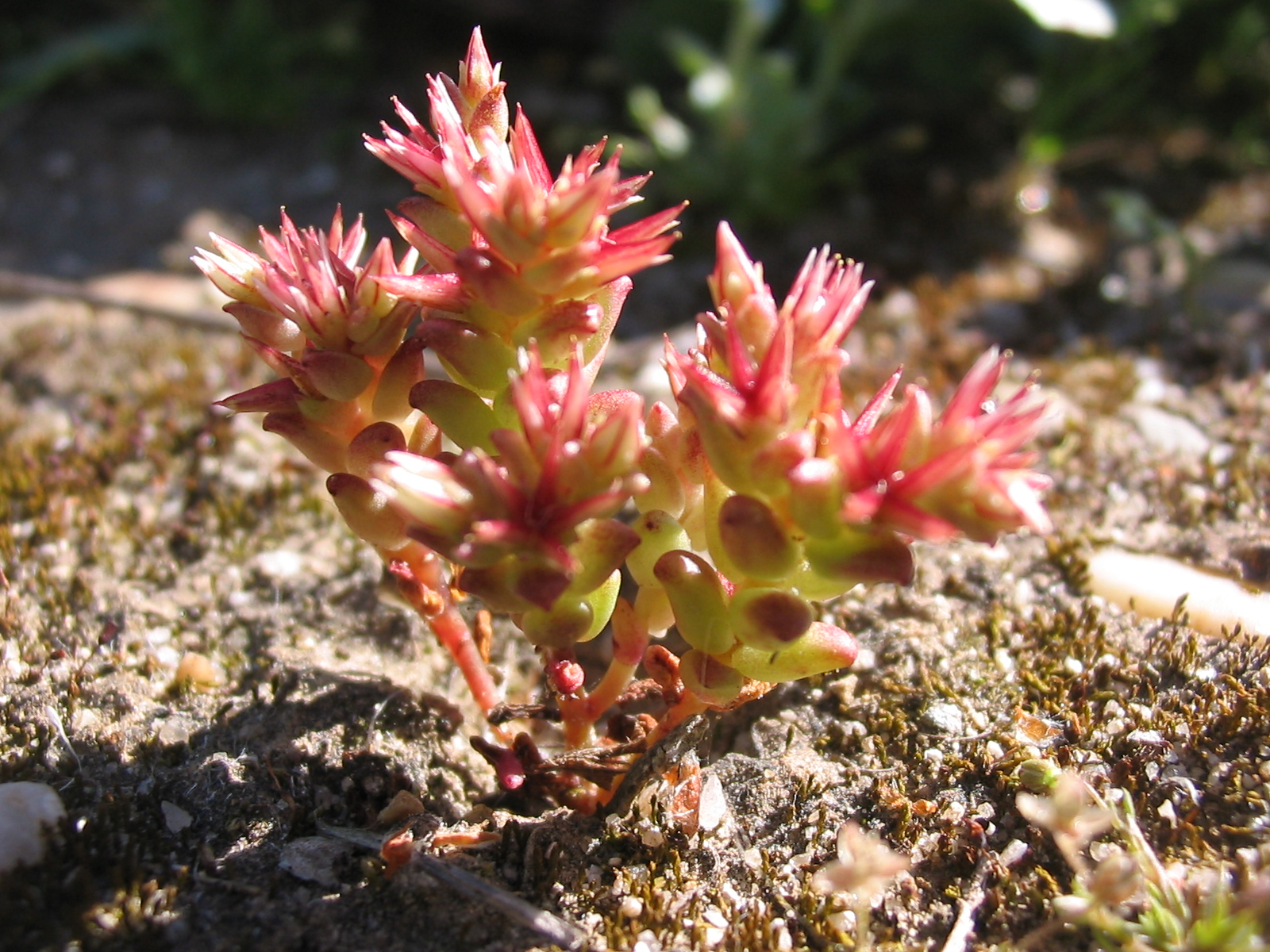